# Bria Valente
Brenda Fuentes (Minneapolis, Minnesota; ¿?), más conocida por su nombre artístico Bria Valente, es una cantante estadounidense de R&B descubierta por el músico Prince. Valente lanzó su álbum debut, Elixer, como parte de un álbum triple junto a Lotusflower de Prince el 29 de marzo de 2009. El álbum debutó en el #2 de la lista americana Billboard. En 2012 lanzó el sencillo 2nite. Además de su mecenas, Prince también fue pareja de Valente, y el responsable de su conversión a los testigos de Jehová. 

## Discografía
- Elixer (2009)
- 2nite (sencillo) (2012)